# Noa Kooler
Pour les articles homonymes, voir Koller.
Noa Kooler (aussi Koler et Koller), née le 24 juin 1981 à Petah Tikva (Israël), est une actrice israélienne, Ophir de la meilleure actrice en 2016 pour son rôle dans The Wedding Plan (Laavor et hakir).

## Biographie
Noa Koller naît et a grandi à Petah Tikva où elle vit jusqu'à ses vingt ans. Elle est la cadette de deux frères. Sa mère, Hannah, est professeur de littérature et son père, Ze'ev, travaille dans l'administration. Ses parents divorcent quand elle a dix-neuf ans. Dans l'armée, elle sert en tant qu'instructrice.
Elle étudie l'art de la scène à l'Habima sous la direction des acteurs Ronen Shami et Adi Nitzan au studio d'acteur de Nissan Nativ. Elle a étude ensuite pendant trois ans au studio de Yoram Levinstein, dont elle sort diplômée en 2006.

### Au théâtre

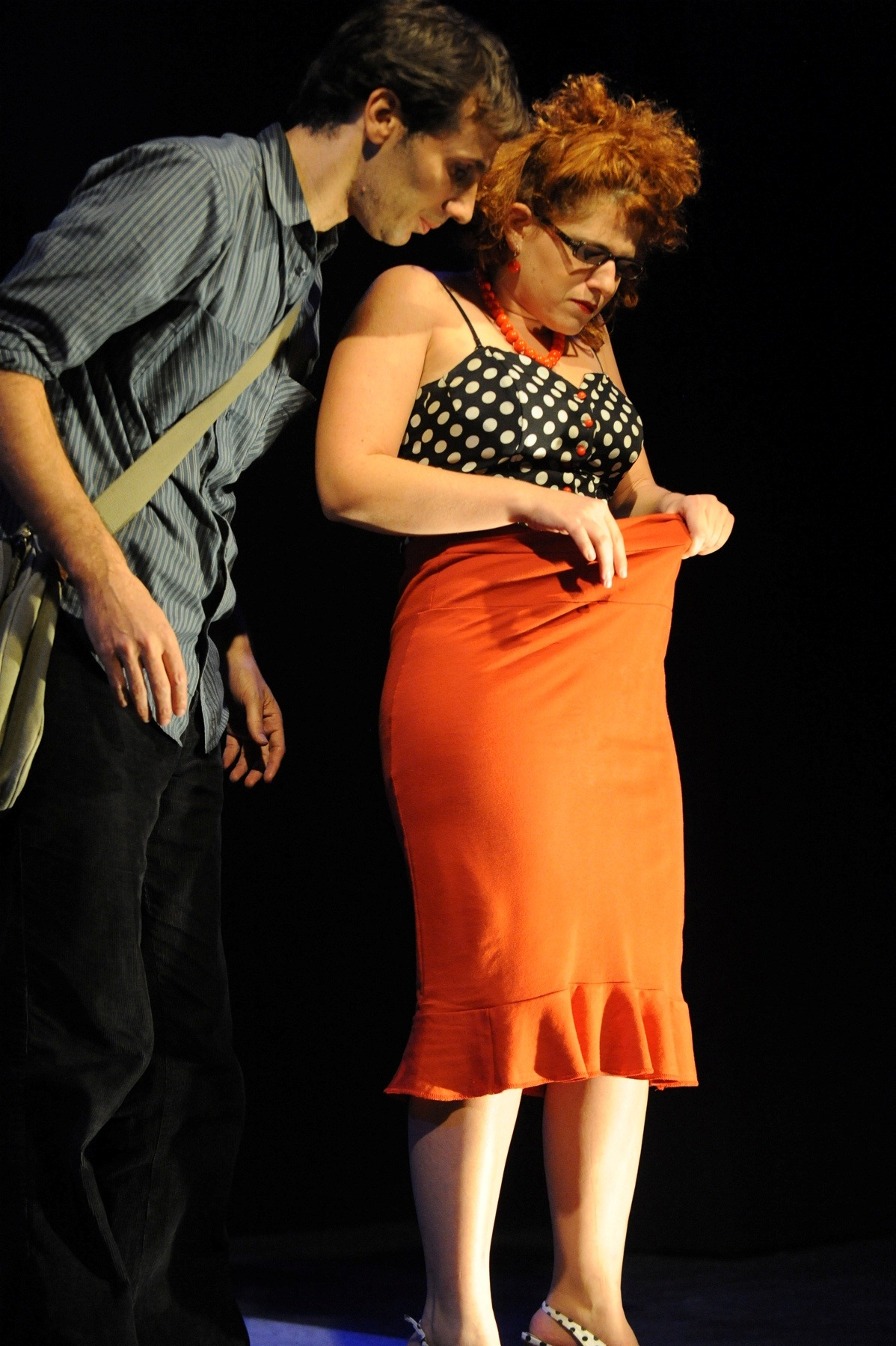
Noa Kooler et Gore Koren dans la pièce Five Kilos of Sugar, au Gesher Theatre.

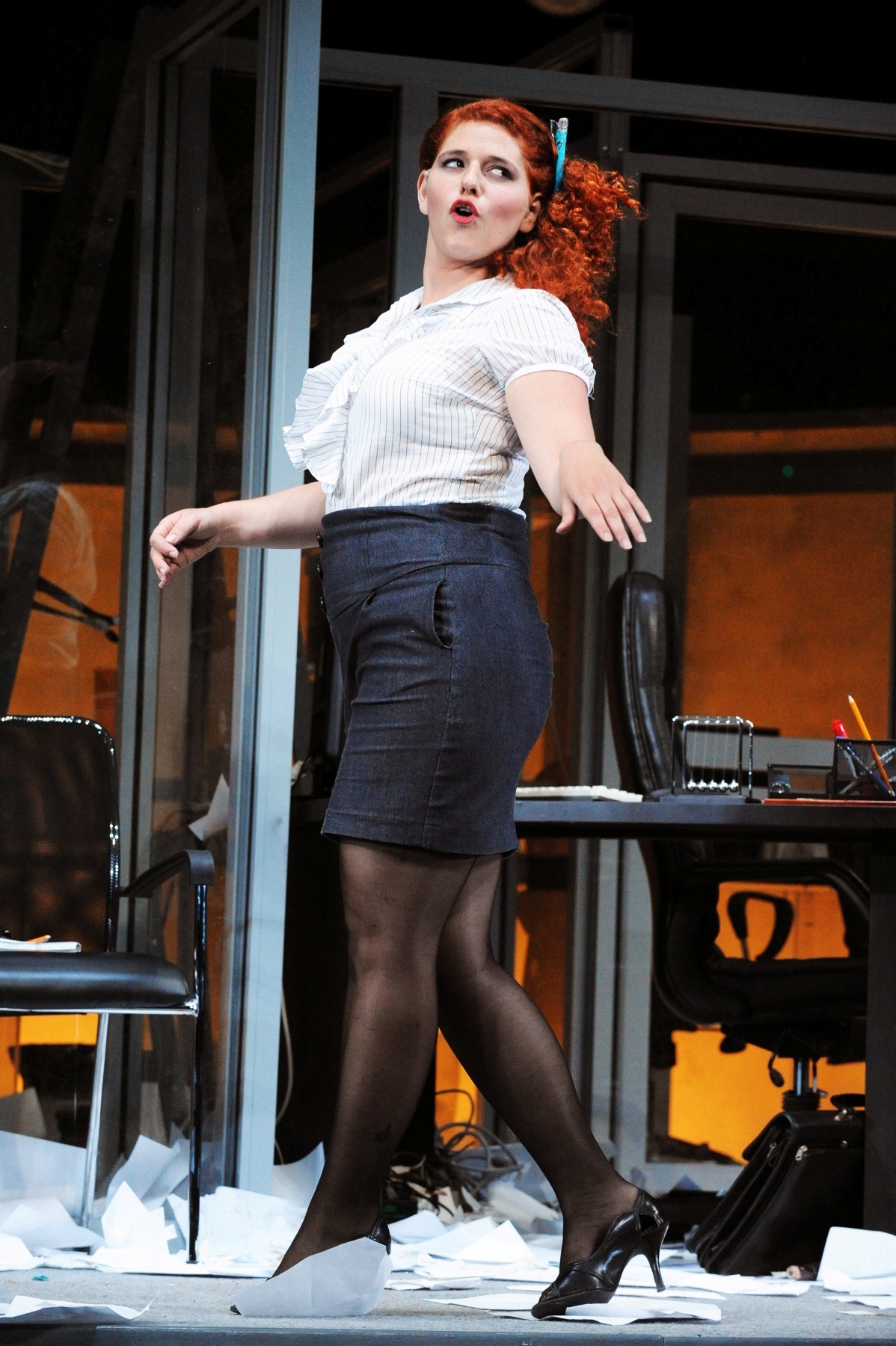
Noa Kooler dans la pièce Un roman au travail, au Bridge Theatre.

Au cours de la première année après l'obtention de son diplôme, Kooler joue une représentation « en direct dans un film » au Théâtre de Haïfa, mise en scène par Shimon Mimran, ainsi que dans diverses pièces pour enfants. Au théâtre Orna Porat (en), dans une mise en scène de Nir Erez, elle joue dans la pièce Sixty X Sixty qui célèbre en soixante minutes les soixante ans du pays. Au théâtre national, elle joue dans Je suis né pour rêver, mise en scène par Rafi Niv, basée sur les chansons d'Uzi Hitman, et au théâtre du kibboutz, elle tient un rôle dans Legend of the Season.
Depuis 2007, Noa Kooler joue au Bridge Theatre, notamment dans White Nights, le premier spectacle où elle a joué.
Kooler est Dorine dans Le Tartuffe ou l'Imposteur de Molière, en tant qu'actrice de remplacement pour Hana Laszlo, qui s'était cassé une jambe. Dans une version antérieure de la pièce, elle a joué le rôle tenu par Evgenia Dodina. Dans La Nuit des rois mise en scène par Rafi Niv, elle a interprété le personnage de la femme de chambre Maria.
Depuis 2008 Kooler est une actrice de remplacement pour Natasha Manor dans Yakish and Popcha de Hanoch Levin dans le rôle de Hospish, la mère de Yakish. En 2009 elle interprète Mika, secrétaire à l'Institut de statistique dans Un roman au travail.
En 2010, Kooler joue dans la pièce « Five Pounds of Sugar » de Gore Koren. Elle interprète trois personnages différents : Limay Shimoni, élève du secondaire, punk et rebelle, Shamrit, la trentenaire gâtée, et la prostituée qui travaille dans le jardin Meyer. Dans chacun de ces personnages, le grand-père de Gore Koren, revenu du monde des morts, réalise le dernier souhait de son petit-fils avant de quitter le monde.

### Au cinéma et à la télévision
En 2008, Noa Kooler joue dans la première saison de la série Knitted.
En 2012 elle participe à la série Family Don't Choose sur Channel 2 (Aroutz 2). L'année suivante, cette chaîne commence la projection de la comédie de situation Irréversible réalisée par Sigal Avin, dans laquelle Kooler dépeint le personnage de Reut, le voisin somnolent et agité d'Udi (Molly Shulman) et Rona (Adi Ashkenazi).
En 2014, elle est invitée dans la série Parlement, en tant que Nurit.
En 2016, Kooler interprète le personnage de Michal, rôle principal dans le film Passing the Wall (Laavor et hakir) réalisé par Rama Burshtein. Pour ce rôle, elle remporte en septembre 2016 le prix Ophir de la meilleure actrice.
En 2018 elle apparait dans le rôle principal dans House in the Galilee, la première réalisation d'Assaf Saban, et est nommée pour le prix Ophir de la meilleure actrice. En 2019, elle joue dans le film Pardon dans le rôle d'Orna, épouse de Saul (Guy Amir).

### Famille
Noa Kooler est mariée à Tom Weissman, qui possède un « houmous » à Tel Aviv. Le couple, qui vit à Tel Aviv, a deux enfants.

## Filmographie partielle

### Au cinéma
- 2012 : Urban Tale (Maasiya Urbanit) : Phone girl
- 2013 : Youth
- 2014 : Antilopot : Dorit the Teacher
- 2016 : The Wedding Plan (Laavor et hakir) : Michal
- 2016 : Ewa (non créditée)
- 2017 : Bayit Bagalil : Yaara
- 2019 : Mechila

### À la télévision
- 2015 : Johnny and the Knights of Galilee : Ilanit
- 2018 : Kupa Rashit (Checkout) : Shira Shteinbuch
- 2019 : Our Boys (série télévisée) : Dr Deborah Segal, psychiatre (Devora)
- 2020 : Possessions (série Canal+) de Thomas Vincent : Esti

## Récompenses et distinctions
- (en) Noa Kooler: Awards, sur l'Internet Movie Database